# Stanisław Siuda

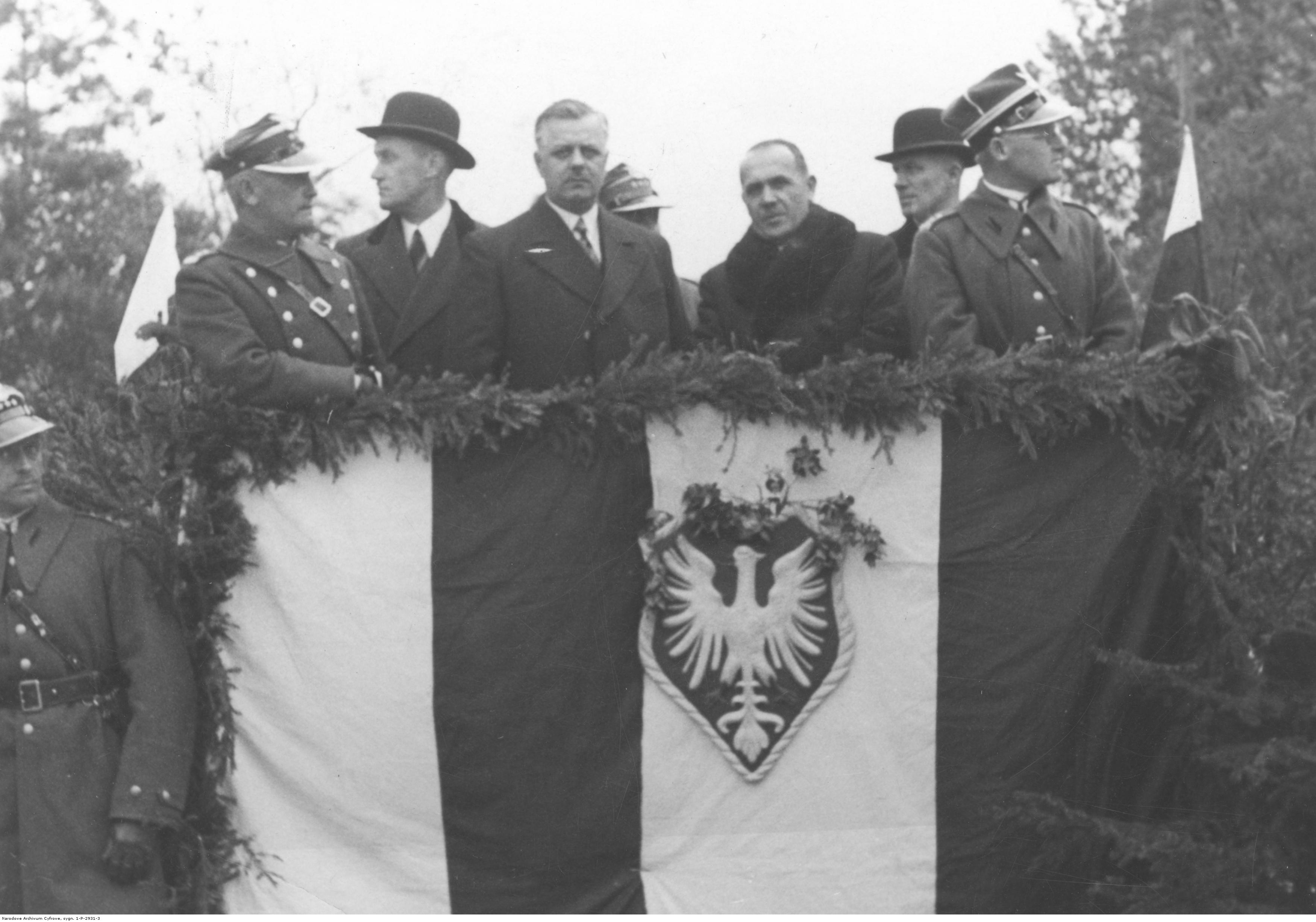
Święto Narodowe 3 Maja w Rzeszowie 1935 - d-ca 17 pp ppłk Stanisław Siuda pierwszy z lewej na trybunie honorowej

Stanisław Siuda (ur. 4 kwietnia 1890 w Błotnicy, zm. 25 lutego 1945 we Freising) – pułkownik piechoty Wojska Polskiego, kawaler Orderu Virtuti Militari.

## Życiorys
Urodził się 4 kwietnia 1890 w Błotnicy, na terytorium ówczesnej Prowincji Poznańskiej w rodzinie Józefa i Elżbiety z Piotrowskich. W 1907 został wydalony ze szkoły za próbę przeprowadzenia strajku. Był członkiem Towarzystwa Tomasza Zana i Towarzystwa Gimnastycznego „Sokół”. 1 października 1913 wcielony do Armii Cesarstwa Niemieckiego. Służył w 50 pułku piechoty im. Hrabiego Werderu w Rawiczu i z nim w sierpniu 1914 wyruszył na front zachodni. Był dwukrotnie ranny. 18 listopada 1918, po ogłoszeniu kapitulacji przez Niemcy, uciekł do rodzinnej Błotnicy i zorganizował tam oddział powstańczy.
1 stycznia 1919 wyruszył z nim na front. 5 stycznia 1919 zajął Wolsztyn, a 11 stycznia Kopanicę i Chobienice. 7 stycznia został mianowany dowódcą IV batalionu Grupy Zachodniej. 2 i 3 lutego walczył o Nowe Kramsko. 16 lutego został dowódcą III batalionu 2 pułku Strzelców Wielkopolskich. Razem z pułkiem wyruszył na front wschodni.
Szczególnie odznaczył się w walkach 17 marca 1920 „na czele swojego oddziału zdecydowanym atakiem zdobył Jakimowską Słobodę.” Za tę waleczność został odznaczony Orderem Virtuti Militari.
Po zakończeniu wojny kontynuował zawodową służbę wojskową w 56 pułku piechoty wielkopolskiej w Krotoszynie. 10 lipca 1922 został zatwierdzony na stanowisku dowódcy batalionu. W 1923 pełnił obowiązki dowódcy batalionu sztabowego. W latach 1924–1926 dowodził III batalionem. W marcu 1926 został zatwierdzony na stanowisku oficera Przysposobienia Wojskowego 56 pp. Następnie pełnił służbę w Dowództwie 30 Dywizji Piechoty w Kobryniu na stanowisku rejonowego komendanta przysposobienia wojskowego. 23 sierpnia 1929 roku został przeniesiony do 8 pułku piechoty Legionów w Lublinie na stanowisko zastępcy dowódcy pułku. 28 czerwca 1933 roku ogłoszono jego przeniesienie do 17 pułku piechoty w Rzeszowie na stanowisko dowódcy pułku. 10 marca 1939 roku został przeniesiony do dyspozycji dowódcy Okręgu Korpusu Nr X w Przemyślu. 30 czerwca 1939 roku został mianowany dowódcą Poznańskiej Brygady Obrony Narodowej.
10 marca 1935 został wybrany prezesem zarządu klubu sportowego WCTS Resovia. Został wiceprezesem rzeszowskiego oddziału Ligi Morskiej i Kolonialnej (prezesem był emerytowany ppłk i prezydent Rzeszowa Jan Niemierski).
Podczas kampanii wrześniowej dowodzona przez niego brygada osłaniała działania Armii „Poznań” w rejonie Krośniewice – Kutno i Ślesin – Koło – Dąbie. 11 września organizował obronę północnego skrzydła armii. Po kapitulacji przebywał w Oflagu VII A Murnau. Zmarł na niewydolność nerek 25 lutego 1945 r. w lazarecie we Freising, gdzie został pochowany na przyszpitalnym cmentarzu. Po likwidacji cmentarza w 1985 r. szczątki płk. S. Siudy zostały przeniesione na cmentarz wojenny w Neumarkt in der Oberpfalz.

## Życie prywatne
Żonaty od 1919 z Ludwiką Forecką, z którą miał troje dzieci: Jerzego (ur. 1922), Barbarę (1924) i Ludwikę (1927).

## Awanse
- podporucznik – 14 maja 1914
- kapitan - 6 marca 1919 ze starszeństwem z dniem 1 października 1918
- major – 3 maja 1922
- podpułkownik – 1 stycznia 1928
- pułkownik – 19 marca 1938 i 3. lokatą w korpusie oficerów piechoty[1]

## Ordery i odznaczenia
- Krzyż Srebrny Orderu Wojskowego Virtuti Militari nr 2506[2] (19 lutego 1922)[15][16]
- Krzyż Niepodległości z Mieczami (16 marca 1933)[17][2][18]
- Krzyż Kawalerski Orderu Odrodzenia Polski[15]
- Krzyż Walecznych (czterokrotnie: po raz 2, 3 i 4 w 1921)[2][15][19]
- Złoty Krzyż Zasługi (22 grudnia 1928)[20][2][15]
- Medal Pamiątkowy za Wojnę 1918–1921[15]
- Medal Dziesięciolecia Odzyskanej Niepodległości[15]
- Odznaka honorowa WCTR Resovia (1935)[13]